# ISO 24014
La estándar ISO 24014-1:2007 define los diversos componentes de un sistema de billetaje electrónico del transporte público, con particular concerniendo a los sistemas interoperabili de gestión de pagos y tarifas (Interoperable Fare Management System - IFMS) y a las características técnicas relacionadas.
Esta norma ha sido definida del organismo ISO/TC 204 "Inteligente transporte systems", y hace referencia a los criterios generales, y no a las características estructurales, al objetivo de definir una arquitectura funcional de referencia por los sistemas IFMS.